# Noorwegen op de Olympische Zomerspelen 2004
Noorwegen nam deel aan de Olympische Zomerspelen 2004 in Athene, Griekenland. Er werden vijf gouden medailles gewonnen, een aantal dat sinds 1924 niet meer was gehaald.

## Medailleoverzicht
| Sport      | Olympiër                               | Discipline           | Medaille |
| ---------- | -------------------------------------- | -------------------- | -------- |
| Atletiek   | Andreas Thorkildsen                    | speerwerpen (m)      | Goud     |
| Kanovaren  | Eirik Verås Larsen                     | K-1 1000m (m)        | Goud     |
| Roeien     | Olaf Tufte                             | skiff (m)            | Goud     |
| Wielrennen | Gunn-Rita Dahle                        | mountainbike vrouwen | Goud     |
| Zeilen     | Siren Sundby                           | europe (v)           | Goud     |
| Kanovaren  | Nils Olav Fjeldheim Eirik Verås Larsen | K-2 1000m (m)        | Brons    |

## Deelnemers en resultaten

### Atletiek
| Olympiër            | Discipline             | Resultaat | Prestatie |
| ------------------- | ---------------------- | --------- | --- |
| Marius Bakken       | 5000m (m)              | 25e       | serie 2: 12de in 13.36,38 |
| Jim Svenøy          | 3000m steeplechase (m) | 29e       | serie 3: 10de in 8.33,97 |
| Erik Tysse          | 20km snelwandelen (m)  | DNS       | niet gestart |
| Trond Nymark        | 50km snelwandelen (m)  | 13e       | 3:53.20 |
| Ronny Nilsen        | speerwerpen (m)        | 23e       | kwalificatie groep A: 14de met 73,46m |
| Andreas Thorkildsen | speerwerpen (m)        | Goud      | kwalificatie groep B: 4de met 81,74m finale: 1ste met 86,50m |
| Hans Olav Uldal     | tienkamp (m)           | 27e       | 100m: 34ste in 11,23 verspringen: 28ste met 6,99m kogelstoten: 30ste met 13,53m hoogspringen: 31ste met 1,85m 400m: 28ste in 50,95 110m horden: 28ste in 15,09 discuswerpen: 19de met 43,01m polsstokhoogspringen: 24ste met 4,50m speerwerpen: 13de met 60,00m 1500m: 25ste in 4.41,70 totaal: 7495 punten |
|                     |                        |           | |
| Marius Bakken       | 1500m (v)              | 28e       | serie 3: 10de in 4.08,61 |
| Stine Larsen        | marathon (v)           | 24e       | 2:39.55 |
| Kjersti Plätzer     | 20km snelwandelen (v)  | 12e       | 1:30.49 |

### Badminton
| Olympiër           | Discipline    | Resultaat | Prestatie                                                                            |
| ------------------ | ------------- | --------- | ------------------------------------------------------------------------------------ |
| Jim Ronny Andersen | enkelspel (m) | 9e        | 1ste ronde: W van GUA Yang: 15-9, 8-15, 15-6 2de ronde: V van INA Kuncoro: 7-5, 6-15 |

### Gewichtheffen
| Olympiër       | Discipline | Resultaat | Prestatie                                            |
| -------------- | ---------- | --------- | ---------------------------------------------------- |
| Stian Grimseth | +105kg (m) | DNF       | trekken: 12de met 185 kg stoten: geen geldige poging |

.

### Kanovaren
| Olympiër                                                     | Discipline    | Resultaat | Prestatie                                                                          |
| ------------------------------------------------------------ | ------------- | --------- | ---------------------------------------------------------------------------------- |
| Eirik Verås Larsen                                           | K-1 500m (m)  | 4e        | serie 1: 1ste in 1.36,905 halve finale 1: 1ste in 1.38,361 finale: 4de in 1.38,667 |
| Eirik Verås Larsen                                           | K-1 1000m (m) | Goud      | serie 3: 1ste in 3.25,150 finale: 1ste in 3.25,897                                 |
| Nils Olav Fjeldheim Eirik Verås Larsen                       | K-2 1000m (m) | Brons     | serie 2: 1ste in 3.09,247 finale: 3de in 3.19,528                                  |
| Andreas Gjersøe Mattis Næss Jacob Norenberg Alexander Wefald | K-4 1000m (m) | 5e        | serie 2: 4de in 2.54,894 halve finale: 2de in 2.54,350 finale: 5de in 3.01,698     |

### Roeien
| Olympiër                                   | Discipline      | Resultaat | Prestatie                                                                        |
| ------------------------------------------ | --------------- | --------- | -------------------------------------------------------------------------------- |
| Olaf Tufte                                 | skiff (m)       | Goud      | serie 4: 1ste in 7.12,53 halve finale 2: 1ste in 6.50,55 finale: 1ste in 6.49,30 |
| Nils-Torolv Simonsen Morten Gundro Adamsen | dubbel-twee (m) | 7e        | serie 3: 2de in 6.49,60 halve finale 1: 4de in 6.14,69 finale: 7de in 6.37,25    |

### Schietsport
| Olympiër             | Discipline                 | Resultaat | Prestatie                                                                    |
| -------------------- | -------------------------- | --------- | ---------------------------------------------------------------------------- |
| Espen Berg-Knutsen   | 10m luchgeweer (m)         | 41e       | kwalificatie: 41ste met 584 punten (96-98-97-99-97-97)                       |
| Leif Steinar Rolland | 10m luchgeweer (m)         | 18e       | kwalificatie: 18de met 592 punten (100-99-99-98-100-97)                      |
| Espen Berg-Knutsen   | 50m geweer 3 houdingen (m) | 22e       | kwalificatie: 22ste met 1156 punten (399-374-383)                            |
| Harald Stenvaag      | 50m geweer 3 houdingen (m) | 30e       | kwalificatie: 30ste met 1149 punten (396-368-385)                            |
| Espen Berg-Knutsen   | 50m geweer liggend (m)     | 16e       | kwalificatie: 16de met 592 punten (99-99-99-100-97-98)                       |
| Harald Stenvaag      | 50m geweer liggend (m)     | 16e       | kwalificatie: 16de met 592 punten (99-100-99-98-99-97)                       |
| Harald Jensen        | skeet (m)                  | 6e        | kwalificatie: 6de met 122 punten (24-24-24-25-25) finale: 6de met 145 punten |
| Erik Watndal         | skeet (m)                  | 8e        | kwalificatie: 8ste met 121 punten (25-22-24-25-25)                           |

### Taekwondo
| Olympiër     | Discipline | Resultaat | Prestatie |
| ------------ | ---------- | --------- | --- |
| Nina Solheim | -67kg (v)  | 7e        | voorronde: W van CRO Šarić: 5-2 kwartfinale: V van CHN Luo: scheidsrechterlijke beslissing herkansingen: V van KOR Hwang: walk-over |

### Volleybal
| Olympiër                          | Discipline | Resultaat | Prestatie |
| --------------------------------- | ---------- | --------- | --- |
| Vegard Høidalen Jørre Kjemperud   | mannen     | 9e        | groep D: 3de W van PUR Hernandez/Papaleo: 2-1 (18-21, 21-19, 15-10) V van SWE Berg/Dahm: 0-2 (13-21, 18-21) W van GER Dieckmann/Reckermann: 2-1 (22-24, 26-24, 15-13) 2de ronde: V van BRA Rego/Santos: 1-2 (15-21, 21-19, 6-15) |
| Bjørn Maaseide Iver Horrem        | mannen     | 19e       | groep A: 4de V van BRA Rego/Santos: 1-2 (15-21, 21-19, 10-15) V van AUS Schacht/Slack: 0-2 (18-21, 17-21) W van USA Holdren/Metzger: 2-1 (16-21, 22-20, 15-9)                                                                    |
|                                   |            |           | |
| Kathrine Maaseide Susanne Glesnes | vrouwen    | 17e       | groep D: 3de W van SUI Schnyder-Benoit/Kuhn: 2-1 (21-18, 17-21, 15-13) V van USA McPeak/Youngs: 0-2 (14-21, 14-21) V van CAN Dumont/Martin: 0-2 (19-21, 27-29)                                                                   |
| Nila Håkedal Ingrid Tørlen        | vrouwen    | 19e       | groep C: 4de W van GER Lahme/Müsch: 2-1 (13-21, 21-17, 15-12) V van BRA Connelly/Pires: 0-2 (18-21, 18-21) V van GRE Arvaniti/Koutroumanidou: 1-2 (11-21, 23-21, 12-15)                                                          |

### Wielersport
| Olympiër          | Discipline       | Resultaat    | Prestatie      |
| Mountainbike      | Mountainbike     | Mountainbike | Mountainbike   |
| ----------------- | ---------------- | ------------ | -------------- |
| Gunn-Rita Dahle   | vrouwen          | Goud         | 1:56.51        |
| Weg               |                  |              |                |
| Kurt-Asle Arvesen | tijdrit (m)      | 28e          | 1:02.21,28     |
| Thor Hushovd      | tijdrit (m)      | 32e          | 1:03.10,36     |
| Kurt-Asle Arvesen | wegwedstrijd (m) | 9e           | 5:41.51        |
| Morten Hegreberg  | wegwedstrijd (m) | DNF          | niet gefinisht |
| Thor Hushovd      | wegwedstrijd (m) | DNF          | niet gefinisht |
| Mads Kaggestad    | wegwedstrijd (m) | DNF          | niet gefinisht |
|                   |                  |              |                |
| Anita Valen       | tijdrit (v)      | 22e          | 34.31,94       |
| Lene Byberg       | wegwedstrijd (v) | 48e          | 3:33.35        |
| Linn Torp         | wegwedstrijd (v) | 53e          | 3:40.43        |
| Anita Valen       | wegwedstrijd (v) | 14e          | 3:25.42        |

### Worstelen
| Olympiër       | Discipline     | Resultaat      | Prestatie                                                   |
| Grieks-Romeins | Grieks-Romeins | Grieks-Romeins | Grieks-Romeins                                              |
| -------------- | -------------- | -------------- | ----------------------------------------------------------- |
| Fritz Aanes    | -84kg (m)      | 15e            | groep 3: 3de V van GRE Avramis: 1-5 V van IRI Jamshidi: 0-3 |

### Zeilen
| Olympiër                                                     | Discipline  | Resultaat | Prestatie                                             |
| ------------------------------------------------------------ | ----------- | --------- | ----------------------------------------------------- |
| Jannicke Stålstrøm                                           | mistral (v) | 11e       | 107,0 punten: (9-3-7-15-14-12-11-8-14-14-OCS)         |
| Siren Sundby                                                 | europe (v)  | Goud      | 47,0 punten: (1-3-DSQ-1-19-4-4-1-1-1-12)              |
| Karianne Eikeland Beate Kristiansen Lise Birgitte Fredriksen | yngling (v) | 9e        | 85,0 punten: (14-13-4-6-10-1-14-8-9-15-6)             |
|                                                              |             |           |                                                       |
| Peer Moberg                                                  | laser       | 21e       | 198,0 punten: (7-18-37-23-12-26-34-14-3-DSQ-24)       |
| Christoffer Sundby Frode Bovim                               | 49er        | 4e        | 88,0 punten: (1-3-9-OCS-6-4-13-8-15-11-6-9-11-3-2-21) |

### Zwemmen
| Olympiër           | Discipline          | Resultaat | Prestatie                |
| ------------------ | ------------------- | --------- | ------------------------ |
| Alexander Dale Oen | 100m schoolslag (m) | 21e       | serie 8: 8ste in 1.02,25 |

Afghanistan · Albanië · Algerije · Amerikaanse Maagdeneilanden · Amerikaans-Samoa · Andorra · Angola · Antigua en Barbuda · Argentinië · Armenië · Aruba · Australië · Azerbeidzjan · Bahama's · Bahrein · Bangladesh · Barbados · België · Belize · Benin · Bermuda · Bhutan · Bolivia · Bosnië en Herzegovina · Botswana · Brazilië · Britse Maagdeneilanden · Brunei · Bulgarije · Burkina Faso · Burundi · Cambodja · Canada · Centraal-Afrikaanse Republiek · Chili · China · Chinees Taipei · Colombia · Comoren · Congo-Brazzaville · Congo-Kinshasa · Cookeilanden · Costa Rica · Cuba · Cyprus · Denemarken · Djibouti · Dominica · Dominicaanse Republiek · Duitsland · Ecuador · Egypte · El Salvador · Equatoriaal-Guinea · Eritrea · Estland · Ethiopië · Fiji · Filipijnen · Finland · Frankrijk · Gabon · Gambia · Georgië · Ghana · Grenada · Griekenland · Groot-Brittannië · Guam · Guatemala · Guinee · Guinee‑Bissau · Guyana · Haïti · Honduras · Hongarije · Hongkong · Ierland · IJsland · India · Indonesië · Irak · Iran · Israël · Italië · Ivoorkust · Jamaica · Japan · Jemen · Jordanië · Kaaimaneilanden · Kaapverdië · Kameroen · Kazachstan · Kenia · Kirgizië · Kiribati · Koeweit · Kroatië · Laos · Lesotho · Letland · Libanon · Liberia · Libië · Liechtenstein · Litouwen · Luxemburg · Macedonië · Madagaskar · Malawi · Malediven · Maleisië · Mali · Malta · Marokko · Mauritanië · Mauritius · Mexico · Micronesië · Moldavië · Monaco · Mongolië · Mozambique · Myanmar · Namibië · Nauru · Nederland · Nederlandse Antillen · Nepal · Nicaragua · Nieuw-Zeeland · Niger · Nigeria · Noord-Korea · Noorwegen · Oeganda · Oekraïne · Oezbekistan · Oman · Oostenrijk · Oost‑Timor · Pakistan · Palau · Palestina · Panama · Papoea-Nieuw-Guinea · Paraguay · Peru · Polen · Portugal · Puerto Rico · Qatar · Roemenië · Rusland · Rwanda · Saint Kitts en Nevis · Saint Lucia · Saint Vincent en Grenadines · Salomonseilanden · Samoa · San Marino · Sao Tomé en Principe · Saoedi-Arabië · Senegal · Servië en Montenegro · Seychellen · Sierra Leone · Singapore · Slovenië · Slowakije · Soedan · Somalië · Spanje · Sri Lanka · Suriname · Swaziland · Syrië · Tadzjikistan · Tanzania · Thailand · Togo · Tonga · Trinidad en Tobago · Tsjaad · Tsjechië · Tunesië · Turkije · Turkmenistan · Uruguay · Vanuatu · Venezuela · Verenigde Arabische Emiraten · Verenigde Staten · Vietnam · Wit-Rusland · Zambia · Zimbabwe · Zuid-Afrika · Zuid-Korea · Zweden · Zwitserland